# Hervé de Vergy
Hervé de Vergy (Hervaeus, Herivaeus, Hervé de Chalon) est un religieux, évêque d'Autun.

## Biographie
Il est le fils de Manassès Ier dit l'Ancien et de la comtesse Ermengarde, et le neveu de son prédécesseur Wallon.
En 919, il rédige son testament en faveur de son église.